# Eračimo
L'Eračimo (in russo Ерачимо?) è un fiume della Russia siberiana orientale, affluente di destra della Tunguska Inferiore. Scorre nel Territorio di Krasnojarsk.
Nasce dal versante meridionale dell'altopiano Putorana; il suo bacino si trova tra quelli della Severnaja (nord-ovest) e della Tutončana (sud-est), entrambi affluenti della Tunguska Inferiore. L'Eračimo scorre in direzione prevalentemente nord-est/sud-ovest in una regione dal clima rigido, al centro della taiga quasi disabitata. Il fiume ha una lunghezza di 218 km, il bacino misura 9 140 km². Sfocia nella Tunguska Inferiore a 125 km dalla foce nei pressi della località di Bol'šoj Porog.
Il fiume si congela a ottobre e sgela a fine aprile - metà maggio. È frequentato per il rafting e la pesca, Il fiume è popolato da: taimen, Brachymystax lenox, temolo, pesce persico, ido, luccio e coregoni .